# Villarraba
Villarraba es un lugar español de la parroquia de Villazón, perteneciente al municipio de Salas, en la comunidad autónoma de Asturias.

## Historia
Hacia mediados del siglo XIX, el lugar ya pertenecía a la parroquia de Villazón del municipio de Salas. Aparece descrito en el decimosexto y último volumen del Diccionario geográfico-estadístico-histórico de España y sus posesiones de Ultramar de Pascual Madoz con las siguientes palabras:

VILLARRABA: barrio en la prov. de Oviedo, ayunt. de Salas y felig. de Santiago de Villazon (V.).
(Madoz, 1850, p. 275)

En 2023, la entidad singular de población de Villarraba tenía empadronados 43 habitantes, todos ellos en diseminado.